# Totonački jezici
Totonacan, porodica indijanskih jezika (11)  rasprostranjenih po meksičkim državama Puebla, Hidalgo i Veracruz, kojima se služe razne skupione Totonac i Tepehua Indijanaca. Glavne četiri skupine Totonaka poznate su kao Tetikilhatis u području sierre, Veracruz; Chakahuaxtis (Chacahuaxtis), u pueblima Xalpan (Jalpan) i Pantepec u Veracruzu; Tatimolos, u Naolingu, Veracruz; i četvrti Ipapanas u Veracruzu.

## Klasifikacija jezika
a. Tepehua (3)
huehuetla tepehua [tee]
pisaflores tepehua [tpp]
tlachichilco tepehua [tpt]
b. totonac (9)
coyutla totonac [toc]
filomena mata-coahuitlán [tlp]
sierra totonac [tos]
papantla totonac [top]
tecpatlán totonac [tcw]
gornji necaxa totonac [tku]
ozumatlán totonac [tqt]
xicotepec de juárez [too]
yecuatla totonac [tlc].

## Vanjske poveznice
- Ethnologue (14th)
- Ethnologue (15th)